# 弗朗茨二世 (神圣罗马帝国)
神聖羅馬帝國皇帝弗朗茨二世（德語：Franz II，1768年2月12日—1835年3月2日），同時具有的頭銜還有：奧地利帝國皇帝弗朗茨一世（1804年-1835年在位），匈牙利國王、波希米亞國王、倫巴第-威尼托國王（1792年-1835年在位），奥地利大公（1792年-1804年在位）。弗朗茨二世是神圣罗马皇帝利奧波德二世与其妻西班牙的玛利亚·路易莎之子，也是神聖羅馬帝國的末代皇帝。
神圣罗马皇帝弗朗茨二世即位时，德意志城邦割据的情況已經十分嚴重，神圣罗马帝国皇帝早已失去實權。法國大革命和拿破崙的崛起加劇了德意志諸城邦的分化，帝國的前景並不樂觀。弗朗茨二世發起了四次反拿破仑的神聖同盟，都被拿破崙打敗，而且大大削弱了奧地利的國力，間接導致日後普魯士王國的崛起。第二次反法同盟結束後，神聖羅馬帝國喪失了全部意大利領地，瑞士更成立赫爾維蒂共和國，掠奪了奧地利大公國在阿爾卑斯山中部的領地。为了对抗即将称帝的拿破仑，弗朗茨二世于1804年8月10日成立奥地利帝国，自称奥地利皇帝。第三次反法同盟後，弗郎茨二世在奧斯特里茲戰役慘敗，神聖羅馬帝國首都維也納被法軍三次攻陷，奧地利軍被全殲，雙方簽訂普雷斯堡和約，后续签订莱茵邦联条约，以拿破仑为领袖的萊茵邦聯創立。
1806年8月6日，弗朗茨二世被迫放弃神圣罗马皇帝的封号，只保留奥地利皇帝頭銜，解散了神圣罗马帝国。至此，历经了844年的神圣罗马帝国彻底宣告终结。弗朗茨二世再度被迫臣從於拿破崙和沙皇亞歷山大一世的提爾西特同盟中，不可干涉第七次俄土戰爭。弗朗茨二世還被迫以和亲的方式，把女儿瑪麗·路易莎嫁给拿破仑。從此哈布斯堡王朝的勢力大幅度衰落，無法恢復對全歐洲的影響力。
弗朗茨二世在1814年拿破崙倒台後，立即主持召開了維也納會議，在首相梅特涅領導下成立維也納體系和神聖同盟，企圖恢復歐洲的舊「秩序」，以抵消自由主義的影響，但被迫制定憲法，承認部分改革。
法国大革命中被断头的玛丽·安托瓦内特王后是弗朗茨二世的姑姑。

## 家庭
1788年，法蘭茲與符騰堡的伊莉莎白結婚。伊莉莎白的父親是符騰堡公爵腓特烈二世·歐根，母親是布蘭登堡-施韋特的弗蕾德里克。兩人的獨女盧多维卡（Ludovika）於1790年出生，1791年夭折。伊莉莎白在生產盧多維卡時去世。
1790年，法蘭茲與那不勒斯和西西里的瑪麗亞·特蕾莎結婚。瑪麗亞·特蕾莎的父親是那不勒斯和西西里國王費迪南多四世和三世，母親是奧地利的瑪麗亞·卡羅琳娜。兩人共有4子5女：
1. 瑪麗·路易絲（1791年—1847年），法國皇后，拿破崙一世的第二任妻子。1814年成為帕尔马女公爵。
2. 斐迪南一世（1793年—1875年），1835年—1848年在位为奥地利皇帝。
3. 瑪麗亞·利奥波丁娜（1797年—1826年），巴西皇后，佩德罗一世的第一任妻子。
4. 克萊曼丁娜（1798年—1881年），萨勒诺親王妃，舅舅利奧波多的妻子。
5. 约瑟夫·法蘭茲（英语：Archduke Joseph Franz of Austria）（1799年—1807年），8岁時夭折。
6. 瑪麗亞·卡羅琳（1801年—1832年），薩克森王儲妃，薩克森國王腓特烈·奧古斯特二世即位前的第一任妻子。
7. 法蘭茲·卡爾（1802年—1878年），奧地利皇帝弗朗茨·约瑟夫一世的父親。
8. 瑪麗亞·安娜（1804年—1858年），患有严重痴呆和面部畸形，終生未婚。
9. 约翰·尼波穆克（Johann Nepomuk，1805年—1809年），3岁時夭折。

瑪麗亞·特蕾莎於1807年去世。隔年，法蘭茲與奧地利-埃斯特的瑪丽亚·盧多维卡結婚。瑪麗亞·盧多維卡的父親是法蘭茲的叔叔、奧地利-埃斯特大公斐迪南·卡爾，母親是埃斯特的瑪麗亞·貝亞特麗切。兩人沒有子女。
瑪麗亞·盧多維卡於1816年去世。同年，法蘭茲與巴伐利亚的卡羅琳·奧古斯塔結婚。卡羅琳·奧古斯塔的父親是巴伐利亞國王馬克西米利安一世，母親是黑森-達姆施塔特的奧古斯塔·威廉明妮。兩人沒有子女。